# 谢纳
谢纳（義大利語：Scena），是意大利北部波尔扎诺自治省的一个市镇，位于其省会波尔查诺的西北方约25公里处。总面积48平方公里，人口2836人，人口密度59.1人/平方公里（2009年）。ISTAT代码为021087。